# 醬油蟹

醬油蟹

醬蟹（韓語：게장/蟹醬），韓國五大名菜之一，將未經烹調的生蟹放在醬油中醃製而成，當地民眾喜愛直接將白飯加進蟹蓋內與蟹黃一起伴吃，故這道菜色在韩国又名「偷飯賊」（밥도둑，比喻其非常下饭）。之后也有用韩式调料腌制的酱蟹（양념게장/药念蟹醬），故将原版仅用酱油腌制的具体称为酱油蟹（간장게장/간醬蟹醬）。
朝鮮傳統醫學認為螃蟹性寒，有助驅除春温，醬油蟹於山林經濟、閨閤叢書、是議全書等李氏朝鮮時期的典籍中有所記載。

## 健康風險
如在淡水或河流中生長的螃蟹，容易成為肺吸蟲等寄生蟲的宿主，由於醬油蟹的製作過程只是將生蟹放入醬油浸泡醃製，沒有經過任何高溫處理，製作過程並無法殺滅病原體。不少人誤會以為辣椒、蒜頭、豉油、烈酒醃蟹，或事先用醋清洗，可以降低健康風險，但事實上這些處理僅有調味功能。
1970及1980年代，淡水河流及湖泊受肺吸蟲污染問題嚴重，現代市售的生蟹食品以養殖為主，大大減少了寄生蟲大量繁殖的機會，但香港大學感染及傳染病控制中心總監何栢良醫生表示，由於製作醬油蟹的過程無法保證如肺吸蟲等寄生蟲或大腸桿菌、金黃葡萄球菌、沙門氏菌等病原體能夠被消滅，而且在運輸過程中也有受到污染的風險，進食生蟹仍有機會致病，而他本人是不會進食這類生蟹食品。